# Mallosia scovitzi
Mallosia scovitzi (лат.) — вид жуков из семейства усачей (ламиины).
Западная Азия и Кавказ: Иран, Турция, Армения, Азербайджан, Грузия. Длина 16—40 мм. Жизненный цикл длится один год; имаго появляются в мае — июне. Кормовыми растениями являются Prangos ferulacea, Ferula. Вид был описан в 1837 году русским энтомологом немецкого происхождения Францем Фальдерманном.